# Ashley Wilkes
Ashley Wilkes es uno de los personajes principales de la novela Lo que el viento se llevó escrita por Margaret Mitchell en 1936 y de la película del mismo nombre estrenada el año 1939.
En 1991, Alexandra Ripley escribió la secuela llamándola Scarlett. En 1994 se filmó como miniserie bajo el mismo nombre y Stephen Collins lo interpretó.

## Personaje
Ashley, al igual que el resto de la familia Wilkes, es un soñador, algo muy extraño en la Georgia anterior a la guerra entre el Norte y el Sur de los Estados Unidos. Los Wilkes son grandes lectores, intelectuales, contemplativos. Tienen muchos sueños, pero carecen de la garra y el coraje para materializarlos.
Ashley Wilkes es vecino de Scarlett O'Hara, la muchacha más bella del condado. Él no deja de reconocer su belleza y su ímpetu, incluso puede que sienta algo por ella, pero desde niño está comprometido con su prima Melanie Hamilton, de Atlanta. Los Hamilton y los Wilkes se casan entre ellos desde hace generaciones, precisamente porque comparten aficiones y el mismo modo idealista de ver la vida.
Ashley se convierte en la gran obsesión de la joven Scarlett por ser el único hombre que se ha resistido a sus encantos.
- Datos: Q2613381